# Dragomirești-Vale
Dragomirești-Vale – wieś w Rumunii, w okręgu Ilfov, w gminie Dragomirești-Vale. W 2011 roku liczyła 1579 mieszkańców.